# Huperzia muscicola
Huperzia muscicola är en lummerväxtart som beskrevs av W. M. Chu. Huperzia muscicola ingår i släktet lopplumrar, och familjen lummerväxter. Inga underarter finns listade i Catalogue of Life.